# Grifo-africano
O grifo-africano (Gyps africanus) é um abutre da família Accipitridae, que inclui também as águias, milhafres e gaviões. Ele está intimamente relacionado com o grifo (G. fulvus). Às vezes ele é chamado de abutre-de-rabadilha-branca-africano para distingui-lo do grifo-bengalense — chamado também abutre-indiano-de-dorso-branco — do qual se pensava que era intimamente relacionado.
O grifo-africano é um típico abutre, com penas somente na cabeça e pescoço, muito amplo, asas e cauda curtas. Ele tem um pescoço com um tufo branco. É um abutre médio, podendo pesar até 6.5 kg. Geralmente pesa de 4,15-5.7 kg; seu comprimento é de 78-95 cm e tem 1,96 m a 2,25 m de envergadura.